# Výživa a krmení prasat
Výživa a krmení prasat v souvislosti s technikou krmení (způsob předkládání krmiva) přináší značné množství variant a kombinací technologického řešení pro všechny kategorie chovaných prasat.

## Prase domácí
Prase domácí je typickým představitelem monogastra, s trávicím ústrojím všežravého typu, tedy se schopností trávit živiny z krmiv jak živočišného, tak rostlinného původu, není však schopno transformovat celulózu.
Prase má jednoduchý žaludek a relativně krátký trávicí trakt, není schopno plnohodnotně zužitkovat objemná krmiva, také anatomie ústní dutiny neumožní rádné rozmělnění krmiva. Tomu musí být přizpůsobena skladba, konzistence i způsob předkládaných krmiv.

### Živiny pro prasata
Živiny nutné pro pokrytí životních potřeb prasete záchovných (trávení, dýchání, termoregulace, vyměšování atd.) a produkčních (tvorba přírůstku, rozmnožování, rozvoj plodů, tvorba mateřského mléka atd.) musí být dodány v co nejpřijatelnější formě a kompletní skladbě.
Pro růst a rozvoj organizmu prasete je nejdůležitější přísun energetických živin k zajištění metabolických procesů  - škrob, sacharidy, přebytkové dusíkaté látky. Pro tvorbu tělní hmoty jsou nezbytné stavební živiny – dusíkaté látky, minerální makroprvky. Naprosto nezbytnou živinou a ředidlem většiny metabolických procesů je voda. Pomocí specifických živin se reguluje, řídí, chrání celkový látkový metabolizmus – patří mezi ně vitamíny, mikroprvky, enzymy, hormony atd.

### Stravitelnost krmiva
Stravitelnost krmiv výrazně ovlivní využití jednotlivých živin prasetem, míru stravitelnosti určí vnější faktory - konzistence krmiva (jemnost šrotování, mokrá, kašovitá, suchá forma, granulace), kompletnost skladby krmné dávky, objemnost krmné dávky, systém (podle libosti nebo restriktivně), rytmus a pravidelnost předkládání krmiva, zchutnění (např. okyselení), úprava (fermentace, termická úprava), dostatek napájecí vody, a vnitřní faktory – věk prasete, individualita, stres, zdravotní stav.
V současné době převažuje krmení prasat pomocí přesně živinově bilancovaných kompletních krmných směsí. Jejich receptury, použité komponenty musí splňovat veškeré požadavky na nezávadné a úplné zabezpečení zvířat všemi živinami ve správných poměrech.

## Zásadní rozdělení techniky krmení
Podle dostupnosti krmiv v čase krmení ad libitní (podle vlastní vůle) musí mít každé zvíře ve skupině možnost přístupu ke krmivu v libovolném čase. Je v současnosti stále významnější u raných fází růstových kategorií (selata po odstavu) i ve výkrmu.  S postupem genetického pokroku ve schopnosti přeměny živin na libovou svalovinu u nových hybridů prasat je tento technicky jednodušší a na pořízení lacinější způsob stále významnější.
Krmení semi ad libitní restrikce kalkulací potřeby živin je provedena pro celou skupinu, ale v rámci skupiny (jednoho kotce) nelze přísun živin jednotlivcům ovlivnit. Tento způsob je typický např. u sondového krmení mokrého nebo kašovitého, především v odchovu selat.
Krmení restriktivní můžeme ovlivnit (přesným a v čase omezeným dávkováním krmiva přísun živin nejen pro skupinu, ale i pro jednotlivý kus ve skupině. Dříve velmi významné pro zamezení tvorby podkožního tuku v závěrečné fázi výkrmu, tím zlepšení parametru konverze krmiva. V současnosti větší význam u reprodukčních kategorií, kde je třeba zamezit nadměrnému přívodu živin u žravějších jedinců ve skupině a jejich ztučnění (např. březí prasnice, chovné prasničky).

## Podle konzistence překládané krmné dávky
Krmení suché sešrotované smíchané komponenty krmné směsi. 
Krmení suché granulované po smíchání kompletní směs tvarována granulací, případně granule ještě drcené.
Krmení zvlhčované směs případně s dalšími komponenty (např. kukuřice CCM) se zvlčí do kašovité konzistence před nebo při dávkování.
Krmení mokré komponenty krmné dávky včetně případně dostupných povolených nestandardních komponent (syrovátka, kvasnice, zbytky z pekáren apod.) se smíchají podle obsahu živin před distribucí a rozdělováním na jednotlivá krmná místa, mohou se dále upravovat (např. fermentací) nebo zchutňovat, okyselovat apod.

## Fáze procesu krmení z technického hlediska
- skladování a ošetření komponent krmné dávky po sklizni nebo nákupu, zamezení znehodnocení, zajištění zdravotní nezávadnosti, udržení maxima přijatelných živin a biologicky aktivních látek. Skladování zrnin je v suchém stavu nebo skladování vlhkého zrna ve šrotovaném, případně celozrnném stavu – konzervace CO2, organickými kyselinami.
- zpracování šetrné dopravní cesty, šrotování
- míchání dokonalá homogenizace, zvláště mikrokomponent biologicky aktivních látek
- tvarování (podle požadavku)
- účinné zchlazení a rozvoz kompletních směsí
- distribuce směsí ve volném stavu (foukané) nebo balené (pytle, big bag)

Tyto body zajišťují zpravidla komerční nebo podnikové výrobny krmných směsí.
- skladování krmné směsi na místě spotřeby – zamezení zvlhnutí, plesnivění, napadení hlodavci a škůdci, degradace živin a biologicky aktivních látek (vitamínů, mikroprvků)
- doprava ke krmnému místu: manuální (ze zásobníku, obalů), mechanický dopravní systém – šnek, spirála, terčíkový dopravník

Předpokladem zachování hygieny a nezávadnosti skladování a dopravy krmiv do stáje je pravidelné čištění a desinfekce sil, použití čisticích segmentů krmných linek
- v případě suchého krmení na krmné místo, do objemového dávkovače v případě dávkovaného krmení, do samokrmítka u růstových kategorií prasat, raných růstů chovných prasat
- v případě řízeného kašovitého systému, krmného boxu, případně mokrého krmení do míchací nádrže, zásobníku krmného boxu

## Technika krmení podle kategorií prasat

### Prasnice
Prasnice kojící před porodem silná restrikce kvůli vyprázdnění trávicího traktu a tím uvolnění porodních cest, zamezení zánětů a dalších poporodních komplikací, po porodu postupné zvyšování dávky, snaha o maximální příjem krmiva a mléčnost, další restrikce před odstavem, snížení mléčnosti regulace krmné dávky (koncentrace živin) na objemových dávkovačích, na řízených počítačových systémech nastavením krmné křivky.
Prasnice jalové a zapouštěné plynulý přechod ze směsi pro kojící na směs pro březí prasnice, doporučený flushing – navození „výživového blahobytu“ a  tedy ochoty k páření a reprodukci, regulace krmné dávky (koncentrace živin) na objemových dávkovačích, na řízených počítačových systémech nastavením krmné křivky, výhodou je zásoba obou druhů směsí pro březí i kojící prasnice.
Prasnice březí zabránění ztučnění prasnic během březosti důslednou restrikcí, zvýšení přísunu živin v poslední fázi březosti na rozvoj plodů, plodových obalů a mléčné žlázy regulace krmné dávky (koncentrace živin) na objemových dávkovačích, na řízených počítačových systémech (mokré krmení, krmné boxy) nastavením krmné křivky.

### Selata
Selata před odstavem návykové předkládání prestarteru od prvního týdne života tak, aby selata byla schopna při odstavu přijímat plnohodnotně směs, důraz je na malé dávky, čerstvost krmiva a vysokou hygienu, ruční dávkování.
Selata po odstavu plynulý přechod z prestarteru na starter, krmení ad libitum, semi ad libitum, regulace krmné dávky (koncentrace živin) na řízených počítačových systémech nastavením krmné křivky
Výkrm selat současná úroveň genetiky připouští ad libitum krmní pomocí samokrmítek, u řízených systémů mokrého nebo kašovitého krmení je výhodou uplatnit dělený výkrm podle pohlaví (prasničky a vepříky zvlášť,  plynulá regulace přísunu živin pomocí multifázového krmení, krmení ad libitum, semi ad libitum, regulace krmné dávky (koncentrace živin)  na řízených počítačových systémech nastavením krmné křivky.
Plemenné prasničky, kanečci výživa a krmení má zabezpečit plnohodnotný vývoj, první fáze intenzivní přísun krmiva, ve druhé fázi v cca šesti měsíci věku již restriktivní přísun živin krmení ad libitum, semi ad libitum, v první fázi, regulace krmné dávky (koncentarce živin) na objemových dávkovačích, na řízených počítačových systémech nastavením krmné křivky.
Kanci chovní vše podřízeno kondici, tvorbě kvalitního spermatu, udržení stavu končetin, nepřetučnění, zpravidla ruční krmení.